# Samostan Alcobaça
Samostan Alcobaça (portugalsko Mosteiro de Alcobaça, Mosteiro de Santa Maria de Alcobaça) je katoliški samostanski kompleks v mestu Alcobaça, na osrednjem Portugalskem, 120 km severno od Lizbone in 110 km južno od Coimbre.
Samostan je leta 1153 ustanovil prvi portugalski kralj Alfonz Henrik in je v svoji sedem stoletij dolgi zgodovini razvil tesno povezavo s portugalsko monarhijo. Ta povezava je vodila do tega, da je samostan do leta 1300 postal najbogatejši in najvplivnejši na Portugalskem, s skoraj 1000 menihi in poslovnimi interesi, vključno s kmetijstvom, ribolovom in trgovino. Zaprl se je leta 1834, med razpustitvijo samostanov na Portugalskem.
Cerkev in samostan sta bili prvi gotski stavbi na Portugalskem in je bil skupaj s starejšim avguštinskim samostanom Santa Cruz v Coimbri eden najpomembnejših srednjeveških samostanov na Portugalskem. Zaradi svoje umetniške, kulturne in zgodovinske pomembnosti je bil leta 1989 vključen na Unescov seznam svetovne dediščine.

## Zgodovina
Samostan Alcobaça je ena prvih zgradb, povezanih s cistercijanskim redom na Portugalskem. Ustanovljen je bil leta 1153 kot darilo prvega portugalskega kralja Alfonza I. ali Alfonza Henrika (1112–1185) Bernardu iz Clairvauxa po kraljevi osvojitvi mesta Santarém od Mavrov marca 1147. Ustanovitev samostana je bila del širše strategije kralja Alfonza I., da bi uveljavil svojo oblast in spodbujal kolonizacijo dežel, nedavno osvojenih od Mavrov med rekonkvisto.
Gradnja se je začela leta 1178, približno 25 let po tem, ko so se prvi cistercijanski menihi naselili v regiji Alcobaça. Sprva so menihi živeli v lesenih hišah in šele leta 1223 so se preselili v novozgrajeni samostan. Cerkev je bila dokončana šele leta 1252. Cerkev in sosednji samostan sta najzgodnejša primera prave gotske arhitekture na Portugalskem, sama cerkev pa je bila v času dokončanja največja na Portugalskem. Končni pečat v tem velikem srednjeveškem ansamblu je dobil v poznem 13. stoletju, ko je kralj Denis I. (1261–1325) ukazal zgraditi gotski križni hodnik, znan tudi kot križni hodnik tišine.
Menihi so svoje življenje posvetili verski meditaciji in v skriptoriju ustvarjali iluminirane rokopise. Menihi iz samostana so napisali zgodnjo verodostojno zgodovino Portugalske v seriji knjig. Knjižnica v Alcobaçi je bila ena največjih portugalskih srednjeveških knjižnic, vendar so jo leta 1810 oropali Francozi, številni predmeti pa so bili ukradeni v protiklerikalnih nemirih leta 1834, ko so bili verski redovi na Portugalskem razpuščeni. Ostanki samostanske knjižnice, vključno s stotinami srednjeveških rokopisov, so danes shranjeni v Biblioteca Nacional de Portugal, Narodni knjižnici Portugalske v Lizboni.
V srednjem veku je samostan hitro postal močan in vpliven v Kraljevini Portugalski. Samostan je imel v lasti in je razvijal obsežne kmetijske površine, opat pa je imel vpliv na velikem območju. Ljudska šola je bila odprta leta 1269. Pomen samostana lahko merimo z dejstvom, da so bili tukaj pokopani številni monarhi v 13. in 14. stoletju. Tu sta pokopana kralja Alfonz II. in Alfonz III. ter njuni kraljici Urraca Kastiljska oziroma Beatrice Kastiljska, pa tudi kralj Pedro I. in njegova ljubica Inês de Castro, ki je bila umorjena po ukazu Pedrovega očeta, kralja Alfonza IV. Po kronanju za kralja je Pedro naročil dve veličastni gotski grobnici zase in za svojo ljubico, ki ju je še vedno mogoče videti v samostanski cerkvi.
Med vladavino Manuela I. so križnemu hodniku dodali drugo nadstropje in zgradili novo zakristijo, ki je sledila značilnemu portugalskemu poznogotskemu slogu, znanemu kot manuelin. Samostan so v 18. stoletju dodatno povečali, cerkvi so prizidali nov križni hodnik in stolpe, čeprav se je srednjeveška zgradba večinoma ohranila. V obdobju baroka so menihi sloveli po svojih glinenih skulpturah, veliko jih je še vedno v samostanu. Dovršene ploščice in oltarne slike so dopolnjevale dekoracijo cerkve.
Veliki lizbonski potres (1755) samostanu ni povzročil večje škode, uničen je bil del zakristije in nekaj manjših stavb. Precej večjo škodo je povzročil vdor francoskih čet v prvih letih 19. stoletja med vojno na polotoku, ki je bila tudi sama del napoleonskih vojn. Poleg izropanja knjižnice so oropali grobnice ter ukradli in zažgali del notranjega okrasja cerkve. Leta 1834 so ob razpustitvi samostanov na Portugalskem zadnji menihi zapustili samostan.
Samostan Alcobaça je bil 1. januarja 1907 razvrščen kot nacionalni spomenik, 16. avgusta 1957 pa vključen v posebno varovalno območje.

## Umetnost in arhitektura
Samostan Alcobaça je bil zgrajen v zgodnjem gotskem slogu in predstavlja prihod tega sloga na Portugalsko. Cerkev in druge glavne stavbe so bile zgrajene od leta 1178 do konca 13. stoletja. Cerkev je bila posvečena leta 1252. Po zapovedih cistercijanskega reda so bile prvotne samostanske stavbe zgrajene po vitkih arhitekturnih linijah, brez kakršnega koli okrasja, razen nekaj kapitelnih kipov in kipa Device Marije.

### Zunanjost
Glavno pročelje samostana ima dva trakta v preprostem slogu s cerkvijo v sredini. Fasada cerkve je mešanica slogov: portal in rozeta zgoraj sta bila del prvotne cerkve, medtem ko so bili kipi in dva bočna stolpa dodani v začetku 18. stoletja. Stranske stene cerkve so nazobčane, apsida pa ima osem zunanjih opornikov, ki podpirajo težo oboka apside, kar je tipična značilnost gotske arhitekture.

### Notranjost cerkve
Prvi arhitekt(-i) cerkve, najverjetneje francoskega porekla, je sledil načrtu opatije Clairvaux (danes večinoma porušene), ki jo je leta 1115 ustanovil Bernard iz Clairvauxa. Cerkev je zgradba s tlorisom 
latinskega križa in poudarjeni kraki transepta in tri ladje. Stranski ladji sta enako visoki (20 metrov) kot osrednja, kar skupaj z relativno vitkostjo cerkve (17 metrov) in veliko dolžino (106 metrov) daje vtis monumentalnosti. Alcobaça po 800 letih ostaja največja portugalska cerkev. Navpični poudarek, ki ga opazimo v stavbi, je tipična gotska značilnost.
Stebri in stene so brez okrasja, kot se zahteva v cistercijanskih cerkvah, notranjost pa je zelo svetlo osvetljena z vrstami oken na stenah in rozetami na glavni fasadi in krakih transepta. Glavna kapela, tako kot kapela v Clairvauxu, je obdana z ambulatorijem in ima vrsto žarkastih kapel. Ladje pokrivajo preprosti gotski oboki.

### Kraljeve grobnice
V transeptu cerkve so grobnice kralja Pedra I. in njegove ljubice Inês de Castro, ki je bila leta 1355 umorjena po ukazu Pedrovega očeta, kralja Alfonsa IV. Ko je postal kralj, je Pedro ukazal prenesti posmrtne ostanke svoje ljubljene v njeno grobnico v Alcobaçi in jo po priljubljeni legendi dal okronati za portugalsko kraljico ter ukazal članom dvora, naj se ji poklonijo s poljubom njene razpadajoče roke.
Ta par kraljevih grobnic v Alcobaçi, neznanega avtorja, sodi med najboljša dela gotskega kiparstva na Portugalskem. Grobnice podpirajo levi, v primeru kralja, in pol-ljudje, pol-zveri, v primeru Ines, in obe nosita ležeče figure pokojnikov, ki jim pomaga skupina angelov. Strani Pedrove grobnice so veličastno okrašene z reliefi, ki prikazujejo prizore iz življenja svetega Bartolomeja ter prizore iz življenja Pedra in Ines. Njena grobnica je okrašena s prizori iz Kristusovega življenja, vključno s križanjem in Poslednjo sodbo.

### Kapela svetega Bernarda
Ta kapela, ki je na južni strani transepta, ima kiparsko skupino, ki prikazuje Smrt svetega Bernarda, eno najboljših del avtorjev menihov Alcobaça iz 17. stoletja. Na obeh straneh kapele sta pokopana kralja Alfonz II. in Alfonz III.

### Kraljevi panteon
Z desnega kraka transepta pridemo do kraljevega panteona, sobe, zgrajene konec 18. stoletja v neogotskem slogu, ki je najzgodnejša neogotska arhitektura na Portugalskem.
Kraljevi panteon ima grobnice iz 13. stoletja dveh portugalskih kraljic, Urrace Kastiljske in Beatrix Kastiljske, poročene s kraljema Alfonzom II. in Alfonzom III. Obstajajo manjše grobnice neznanih knezov. Najznamenitejša grobnica je kraljice Urraca (umrla leta 1220), pokopana v bogato okrašeni poznoromanski grobnici. Nad grobnico je viden relief, ki prikazuje kraljico, stranice pa so okrašene z apostoli pod okroglo obokano galerijo. Drugi reliefi prikazujejo kralja, obkroženega z otroki, ki žaluje za pokojno kraljico, pa tudi Kristusa, obdanega z mandorlo in simboli štirih evangelistov. Druge grobnice so bogato okrašene z arabeskami v mudéjarsko-romanskem slogu, pa tudi z apostoli.

### Zakristija
Iz ambulatorija je dostop do zakristije cerkve. Zakristija je bila zgrajena v manuelinskem slogu v zgodnjem 16. stoletju, vendar so jo morali po potresu leta 1755 ponovno zgraditi. Hodnik, ki vodi v zakristijo, prekrit s čudovitim manuelinskim rebrastim obokom in portal v zakristijo sta preživela potres. Portal je uokvirjen s prepletenimi rastlinskimi vejami, ki nosijo grb Portugalske.

### Soba kraljev
Ta soba, ki je blizu vhoda v cerkev, ima vrsto kipov iz 17.–18. stoletja, ki predstavljajo portugalske kralje. Stene so okrašene z modro-belimi ploščicami iz 18. stoletja, ki pripovedujejo zgodovino samostana Alcobaça, od ustanovitve Alfonza Henrika.

### Dormitorij
Konvikt je velika gotska soba, kjer so skupaj spali menihi; samo opat je smel imeti svojo sobo. V 16. stoletju je bil prostor razdeljen na posamezne celice. V 1930-ih so porušili zidove celic.

### Refektorij
Refektorij je bil prostor, v katerem so menihi vsak dan jedli. Medtem ko so jedli, je eden od menihov glasno bral odlomke iz Svetega pisma s prižnice, ki je v Alcobaçi vdelana v eno od sten. Dostop do prižnice je preko obokane galerije s stopniščem. Prižnica je ena najbolj harmoničnih arhitekturnih struktur samostana. Tako kot dormitorij ima tudi refektorij veliko stebrov, ki ločujejo hodnike, in je prekrit z zgodnjegotskimi rebrastimi oboki.

### Križni hodnik tišine
Samostanski križni hodnik je bil zgrajen med vladavino kralja Denisa I. in ga je sponzoriral. Je eden največjih srednjeveških cistercijanskih križnih hodnikov v Evropi. Njegove stebre krasijo kapiteli z živalskimi in rastlinskimi motivi. Graditelj je bil portugalski arhitekt Domingo Domingues. Gotska fontana ima v notranjosti eleganten zgodnjerenesančni bazen, okrašen z renesančnimi motivi, vključno z grbom samostana. Drugo nadstropje križnega hodnika, v manuelinskem slogu, ki ga razkrivajo značilni zasukani stebri, je bil zgrajen v začetku 16. stoletja.

### Kapiteljska dvorana
Ta soba, kjer so se zbirali menihi in razpravljali o vsakodnevnih samostanskih zadevah, je bila za cerkvijo najpomembnejša soba. Njihovo vsakodnevno druženje se je začelo s poslušanjem poglavja Pravil svetega Benedikta. Vhod v dvorano je skozi romanski portal z dvema enakima oknoma na vsaki strani. Soba je zdaj polna baročnih kipov, ki so jih ustvarili menihi za glavno kapelo cerkve.

### Kuhinja
Kuhinja samostana je bila zgrajena in pokrita s ploščicami sredi 18. stoletja. Osrednji dimnik je ogromen, podpira ga osem železnih stebrov. Vodo in sveže ribe so iz reke Alcoa speljali v kuhinjski bazen po posebej zgrajenem kanalu.